# سوام (طائر)
سَوّام (الاسم العلمي: Cyanocitta)، جنس طيور من فصيلة الغرابيات. ويضم الأنواع التالية:
| الصورة | الاسم العلمي        | الاسم الشائع  | التوزيع                                          |
| ------ | ------------------- | ------------- | ------------------------------------------------ |
|        | Cyanocitta cristata | قيق أزرق      | شرق ووسط الولايات المتحدة، فندلند الجديدة، كندا. |
|        | Cyanocitta stelleri | قيق متوج طويل | غرب جبال روكي.                                   |